# Dominique (Lied)
Dominique ist ein Folk-Rock-Lied der belgischen Nonne Jeannine Deckers, die unter dem Pseudonym Sœur Sourire (französisch für „Schwester des Lächelns“) bzw. The Singing Nun (englisch für „Die singende Nonne“) bekannt wurde.

## Inhalt und Geschichte
Das Lied ist dem Hl. Dominikus gewidmet, dem Begründer des Ordens der Dominikaner und der Dominikanerinnen, welchem Sœur Sourire angehörte. Dominique wurde zu einem weltweiten Charthit und lässt sich musikalisch dem Folk-Rock zuordnen. Das französische Original wurde in verschiedene Sprachen übersetzt und erreichte 1963 und 1964 als bisher einzige französischsprachige und bisher einzige belgische Single den ersten Platz auf der US-amerikanischen Hitparade Billboard Hot 100. Auch in den Charts in Argentinien, Australien und Kanada erreichte Dominique erste Plätze. 1964 wurde Dominique mit dem Grammy-Award für religiös inspirierte Musik ausgezeichnet und war auch als Grammy-Award für die Aufnahme des Jahres nominiert. Weltweit wurden über 3 Millionen Exemplare der Single verkauft. Zur Bekanntheit des Liedes hat vor allem der Refrain beigetragen:
Dominique -nique -nique s'en allait tout simplement,
Routier, pauvre et chantant.
En tous chemins, en tous lieux, il ne parle que du bon Dieu,
Il ne parle que du bon Dieu.
Deutsche Version:
Dominique Dominique, der zog fröhlich in die Welt
Zu Fuß und ohne Geld
Und er sang an jedem Ort immer wieder Gottes Wort
Immer wieder Gottes Wort.
1982 veröffentlichte Sœur Sourire ein Remake von Dominique im Synthiepop-Stil, das jedoch kommerziell erfolglos blieb.

## Nachwirkung
Coverversionen stammen unter anderem von Mary Ford auf Englisch, La Lupe, Angélica María und Mirla Castellanos auf Spanisch, der brasilianischen Sängerin Giane auf Portugiesisch und Judita Čeřovská auf Tschechisch.
Im Film Dominique – Die singende Nonne singt die Protagonistin Debbie Reynolds das Lied in einer englischen Version. In einer Episode der Sitcom Eine schrecklich nette Familie wird es von Peg (Katey Sagal) gesungen, in Sœur Sourire – Die singende Nonne von Cécile de France. Als Soundtrack ist Dominique in Meerjungfrauen küssen besser mit Cher und in Ein Concierge zum Verlieben mit Michael J. Fox zu hören. In der Asylum-Staffel der American Horror Story wird im Gemeinschaftssaal ausschließlich dieses Lied gespielt, was den Patienten zur schnellen Genesung verhelfen soll.

## Rezeption

### Charts und Chartplatzierungen
| ChartsChartplatzierungen       | Höchstplatzierung | Wochen |
| ------------------------------ | ----------------- | ------ |
| Deutschland (GfK)              | 7 (28 Wo.)        | 28     |
| Vereinigtes Königreich (OCC)   | 7 (14 Wo.)        | 14     |
| Vereinigte Staaten (Billboard) | 1 (13 Wo.)        | 13     |